# Powszechne Wydawnictwo Rolnicze i Leśne
Powszechne Wydawnictwo Rolnicze i Leśne (PWRiL) – polskie wydawnictwo naukowe założone w 1947 w Warszawie jako Państwowy Instytut Wydawnictw Rolniczych; wydaje publikacje naukowe i popularnonaukowe z zakresu rolnictwa i leśnictwa.
Od 1950 wydawnictwo działało pod nazwą Państwowe Wydawnictwo Rolnicze i Leśne.